# Айо I (херцог на Беневенто)
Айо I или Аиулф I (Ajo I., Aiulf I; † 646 при Сипонто, Апулия) е през 641 до 646 херцог на Херцогство Беневенто.
Айо е син на Аричис I и става негов наследник през 641 г. като херцог на Беневенто.
Понеже Айо вероятно е умствено изостанал, херцогството се управлява чрез регентство на братята му Радуалд и Гримоалд. През 646 г. славянски грабежници пристигат с кораби наблизо до Сипонто на брега на Адриатическо море. Айо тръгва лично начело на своите войски да ги прогони, но пропада с коня си в една от изкопаните дупки около лагера на славяните, където е хванат от тях и убит.